# Leszek Jezierski
Leszek Jezierski (ur. 12 maja 1929 w Lublinie, zm. 12 stycznia 2008 w Sokolnikach-Lesie) – polski piłkarz i trener sportowy, reprezentant Polski w piłce nożnej.

## Życiorys
Karierę piłkarską rozpoczynał w KS Lublinianka. Podczas odbywania służby wojskowej reprezentował Legię Warszawa, w barwach której w 6 meczach zdobył 1 bramkę. W 1953 przeniósł się do Łódzkiego Klubu Sportowego. Razem z ŁKS zdobył Puchar i mistrzostwo Polski. Reprezentował również barwy Startu Łódź, Włókniarza Łódź i Stomilu Poznań. W reprezentacji Polski zadebiutował 8 sierpnia 1954 w meczu przeciwko Bułgarii. W biało-czerwonym trykocie wystąpił 6 razy.
W karierze trenerskiej jego pierwszym sukcesem było zdobycie w 1966 mistrzostwa Polski juniorów z zespołem MKS Hala Sportowa. Kierując drużynami w Łodzi, doprowadził łódzką piłkę nożną do bardzo silnej pozycji krajowej. Wykorzystywał przy tym niedocenianych gdzie indziej zawodników.  W 1975 awansował z Widzewem Łódź do ekstraklasy. Kolejnym krokiem w karierze trenerskiej był ŁKS Łódź. Pracując w tym klubie został wybrany trenerem roku. Jego największymi osiągnięciami jako trenera było zdobycie mistrzostwa Polski w 1979 r. przez prowadzony przez niego klub Ruch Chorzów oraz wicemistrzostwa Polski w sezonie 1986/1987 przez Pogoń Szczecin. Prowadził też m.in. Lecha Poznań, Zawiszę Bydgoszcz. Trzykrotnie wybierano go na trenera roku w plebiscycie "Piłki Nożnej". Znajdował się w radzie trenerskiej PZPN.
Ostatnie lata swojego życia spędził w swoim domu w Sokolnikach-Lesie. Zmarł w nim 12 stycznia 2008 roku. Został pochowany w alei zasłużonych cmentarza komunalnego na Dołach w Łodzi (kwatera XV, rząd 49, grób 22).

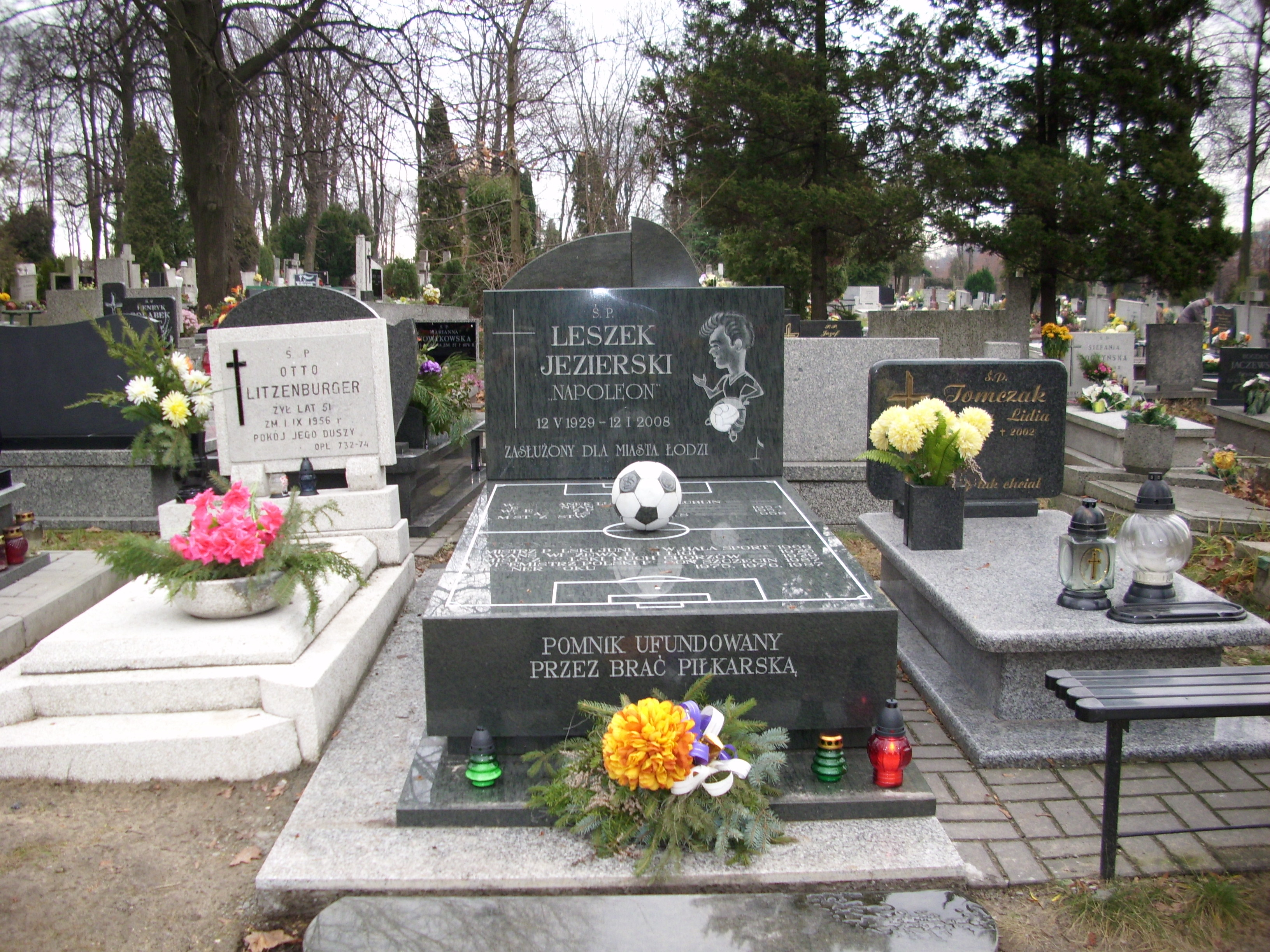
Grób Leszka Jezierskiego na cmentarzu komunalnym na Dołach w Łodzi